# WWE 2K Battlegrounds
WWE 2K Battlegrounds è un videogioco di wrestling del 2020, sviluppato da Saber Interactive e pubblicato da 2K Games per PlayStation 4, Xbox One, Switch e Windows su licenza WWE.

## Sviluppo
Sulla scia della pessima accoglienza ricevuta da WWE 2K20, circolarono voci che il prossimo titolo 2K della WWE sarebbe stato qualcosa di completamente differente rispetto alla serie WWE 2K.
WWE 2K Battlegrounds venne ufficialmente annunciato il 27 aprile 2020 come spin-off della serie WWE 2K, con il veterano dell'industria videoludica Patrick Gilmore in veste di nuovo produttore esecutivo. Il trailer del gioco includeva John Cena, The Rock, Becky Lynch, Charlotte Flair e Steve Austin. Il 4 maggio 2020 fu confermato che 2K Battlegrounds sarebbe uscito per PlayStation 4, Xbox One, Microsoft Windows, Nintendo Switch. Il 16 agosto IGN rivelò che l'intero roster del gioco, con superstar come Hulk Hogan, Jake Roberts e "The Fiend" Bray Wyatt già incluse da subito, sarebbe poi stato espanso nel tempo con altre superstar scaricabili quali Doink the Clown, The Boogeyman, Earthquake e Typhoon, nei mesi seguenti. Successivamente, fu annunciato che sarebbe stato anche possibile sbloccare altri personaggi tramite microtransazioni, come molti altri elementi sbloccabili nel gioco.

## Roster
| Uomini | Donne | Leggende |
| --- | --- | --- |
| - AJ Styles - Akira Tozawa - Aleister Black - Apollo Crews - Andrade* - Angelo Dawkins* - Big E - Big Show - Buddy Murphy* - Bobby Lashley - Braun Strowman - Bray Wyatt - Brock Lesnar - Cesaro - Chad Gable* - Daniel Bryan - Dolph Ziggler - Drew McIntyre - Elias - Erick Rowan - Finn Bálor - Fandango* - Jeff Hardy - John Cena - Jey Uso* - Jimmy Uso* - Kalisto - Karl Anderson - King Corbin - Kevin Owens - Kofi Kingston - Lince Dorado - Luke Gallows - Montez Ford* - The Miz - R-Truth - Randy Orton - Rey Mysterio - Ricochet - Robert Roode - Roman Reigns - Rezar* - Samoa Joe - Seth Rollins - Shinsuke Nakamura - Sami Zayn* - Sheamus* - Triple H - Xavier Woods | - Alexa Bliss - Alicia Fox - Asuka - Bayley - Becky Lynch - Beth Phoenix - Brie Bella - Billie Kay* - Carmella - Charlotte Flair - Ember Moon - Liv Morgan - Mandy Rose - Mickie James - Naomi - Natalya - Nia Jax - Nikki Bella - Nikki Cross - Peyton Royce* - Ronda Rousey - Rhea Ripley* - Ruby Riott* - Sasha Banks - Stephanie McMahon | - André the Giant - Batista* - Booker T* - Bret Hart* - Diesel* - Edge - Eddie Guerrero* - Goldberg* - Hulk Hogan - Jake Roberts - Kane* - Lita - Mankind - The Rock - The Boogeyman* - Trish Stratus* - Randy Savage* - Razor Ramon* - Sgt. Slaughter - Shawn Michaels - Steve Austin - Sting* - The Undertaker - The Ultimate Warrior* - Yokozuna |

(*) = Contenuto scaricabile

## Accoglienza
Le versioni per Nintendo Switch, PlayStation 4 e Xbox One di WWE 2K Battlegrounds ricevettero recensioni "miste" secondo l'aggregatore Metacritic. Hyper Sauce di GamesRadar+ criticò la dipendenza del gioco dalle microtransazioni e affermava che i videogiochi della WWE avevano toccato "il fondo". Destructoid affermò che si trattava di "un gioco che nessuno ricorderà più tra un anno". Scrivendo per Nintendo Life, Chris Scullion denunciò che il gioco è troppo macchinoso e ha una rigiocabilità limitata al di fuori della modalità campagna, ma spense qualche elogio per la modalità cooperativa.
In una recensione leggermente più positiva per Hardcore Gamer, Cory Wells apprezzò il prezzo di vendita al dettaglio del gioco, più basso del solito, e la possibilità di essere giocato come un gioco di società, ma convenne che le microtransazioni e la mancanza di personaggi giocabili gratuiti hanno contaminato l'esperienza. Per IGN, Mitchell Saltzman commentò che, sebbene il gioco fosse migliore del suo predecessore, era "tuttavia un altro di una serie crescente di insuccessi per i videogiochi della WWE".